# Koboko
Koboko es una ciudad de la región norte de Uganda. Es el centro municipal administrativo y comercial del Distrito de Koboko. El distrito lleva el nombre de la ciudad. Koboko es también la ciudad natal del fallecido ex-dictador Idi Amin Dada (1928 - 2003), que gobernó Uganda entre 1971 y 1979.

## Localización

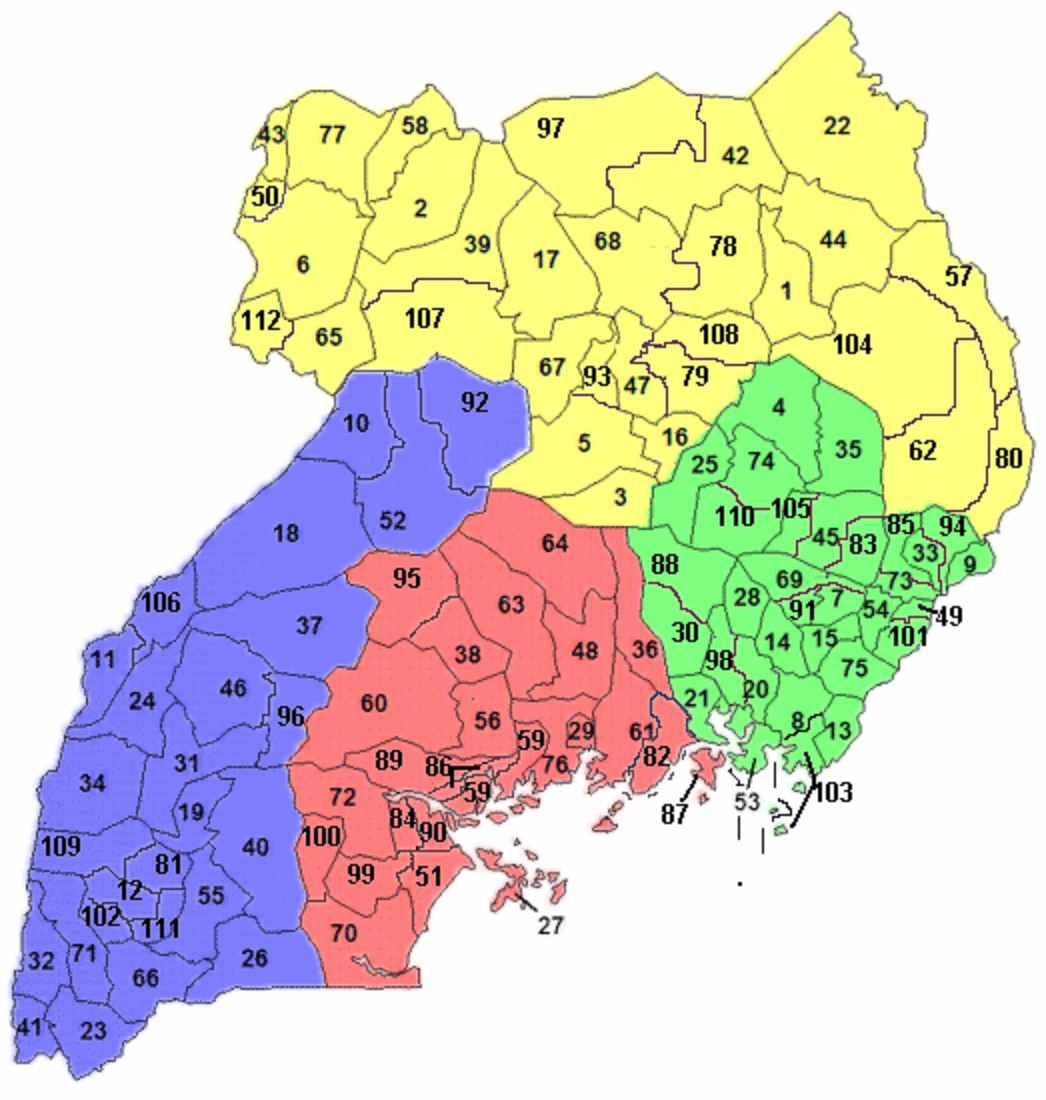
El distrito de Koboko se encuentra en este mapa con el número 43.

Koboko se encuentra aproximadamente a 55 km por carretera al norte de Arua, la ciudad más grande en la subregión. Esta ubicación se encuentra aproximadamente a 480 km por carretera al noroeste de Kampala, la capital de Uganda y la ciudad más grande del país. (Latitud: 3.4100; Longitud: 30.9600).

## Población
En 2002, el censo nacional estimó la población de Koboko en 29.727 habitantes. En 2008, la Oficina de Estadísticas de Uganda (Uganda Bureau of Statistics, UBOS), estimó la población de la ciudad en 42.600 habitantes. En 2011, UBOS estimó la población de la ciudad de Koboko a mitad de año en 51.300 habitantes.

## Landmarks
Los puntos de referencia dentro de los límites de la ciudad o cerca de los bordes de la ciudad incluyen:
- La sede de Distrito Administrativo de Koboko.
- Las oficinas del Ayuntamiento de Koboko.
- El Mercado Central de Koboko.
- El punto en el que convergen las fronteras de los tres estados de Uganda, Sudán del Sur y la República Democrática del Congo.
- Una sucursal del Banco Stanbic.